# Prochorowka
Prochorowka (ros. Прохоровка) – osiedle typu miejskiego w zachodniej Rosji.
Miejscowość leży na północy obwodu biełgorodzkiego, nad rzeką Psioł, w rejonie prochorowskim i jest jego ośrodkiem administracyjnym.
Do 1968 r. osada nosiła nazwę Aleksandrowskij, na cześć cesarza Aleksandra II.
Według spisu z 2020 roku Prochorowka liczyła 9 193 mieszkańców. Znajdują się tu m.in. kombinat wędliniarski, zakład produkujący alkohol, przedsiębiorstwo produkcji drożdży, cegielnia i dwie fabryki asfaltu.

## Historia
Najstarsze wzmianki o osadzie pochodzą z XVII wieku.
W lipcu 1943 r. w rejonie Prochorowki doszło do bitwy pancernej pomiędzy wojskami radzieckimi a dywizjami Waffen-SS, w której wzięło udział ok. 1200 czołgów i dział samobieżnych, będącej częścią bitwy na łuku kurskim. W związku z tym w 1995 r. w rejonie Prochorowki utworzono muzeum-rezerwat pod nazwą Państwowe Wojskowo-Historyczne Muzeum-Rezerwat „Prochorowskie Pole” (ros. Государственный Военно-Историческый Музей-Заповедник "Прохоровское Поле").

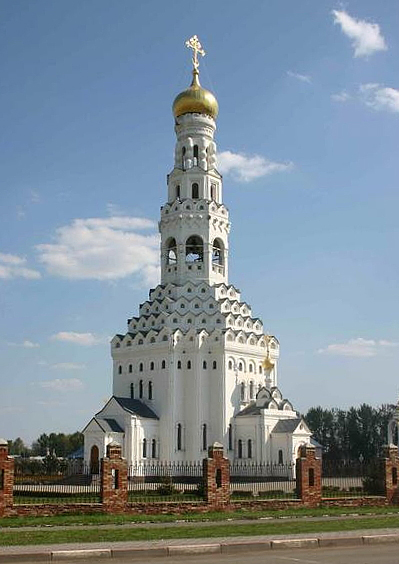
Sobór św. Piotra i Pawła, zbudowany w latach 1994–1995 na cześć poległych w bitwie pod Prochorowką
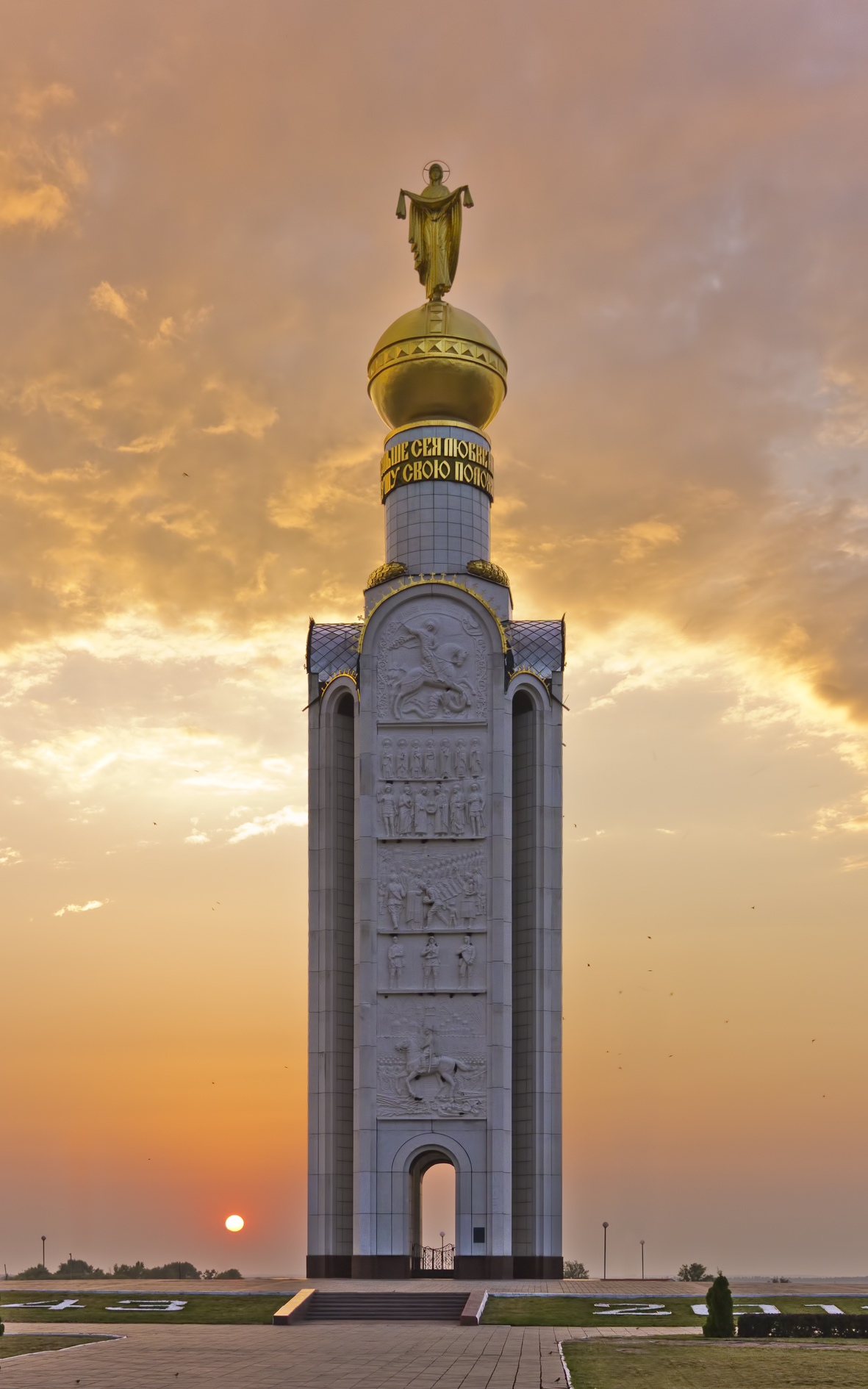
Dzwonnica upamiętniająca zwycięstwo z 1943 roku